# アルドラ王国

アルドラ王国

アルドラ王国は西アフリカ沿岸、現在のベナン南部に存在していた王国である。国名は王国の首都であった現在のアラダに因んだものである。アラダはまた、王国の主要都市であり、港町であった。現在のベナンでは君主制は廃止されているが、アルドラ王国の王族は現在も存続している。

## 概要
アラダ及びアルドラ王国は12世紀から13世紀にかけてモノ川沿いに定住していて、タドから移住してきたアジャ人の集団によって興ったと推定された。国王は長老の同意のもと王国を統治した。王国の権力は16世紀から17世紀初頭の大西洋奴隷貿易による奴隷貿易が盛んであったときに頂点に達した。15世紀半ばまでにアラダにはほぼ30,000人の人口がいた一方で、国全体では16世紀までにおよそ200,000の人口を抱えた。

## 名前
国名はさまざまに綴られる、例えば、Ardra、Ardrah、Ardres、Hardre、Arda、Arada、そしてArrada等である。この名前は王国の首都が現在のアラダによるものであることから知られている。

## 伝承
フォン人の口頭での言い伝えによると、現在のアラダに定着したアジャ人の移民たちはベナン南部に12、13世紀ごろモノ川沿いのタドからやってきた。アジャ人たちは一般に、1600年頃までにベナン南部に相当する場所に定着した。コクポン、ドアクリン、テアグダンリンの3人の兄弟が 王国の支配を3人で分けたとき、コクポンはアラダ王国を統治し、大アルドラ王国の首都を領有した。ドアクリンはアボメイを建設(後のダホメ王国の首都)した。そしてテアグダンリンはアジャッチュで知られる小アルドラ、後にポルトガル人商人によってポルトノボ(文字通り、「新しい港町」の意)と呼ばれる(現在のベナンの首都)。

## 歴史
アジャ人の入植者によって設立された、アルドラ王国は1600年にアジャ人の国家の中で最も有名になり、国王が臣従していたオヨ王国と国境を接した。アルドラは内陸国であったが、アルドラはオファー、ジャキン、そしてウィダーのような港の支配を維持した。したがってアルドラは奴隷貿易において重要な地位を持つようになるとともに、また、アルドラに奴隷貿易の義務をオヨに押し付けるという経済的手段を与えた。1640年から1690年にかけて、125,000人ほどの奴隷がアルドラから売却され、最盛期には1680年代だけで55,000人が売られた。
その後ダホメ王国が誕生し、元来アルドラ王国の一部であったアボメイの都市はダホメの首都になり、近隣のオヨ王国と渡り合えるほど十分に強く拡大した。ついには、ダホメはオヨを征服し、地域の主要な王国としての地位を確立した。
遅くとも1690年代までに、ダホメの拡大はアラダの北からの奴隷の供給を厳しく制限していた。同時にウィダーは西アフリカからの奴隷の最初の供給源として、アラダを超えた。このことは大いに地域でのアラダの比較的な力を弱体化させた。1724年、ダホメ王国はアラダを侵略し、3日間で、ダホメ国王軍は何千ものアルドラの兵士や市民を殺害した。8,000人以上のアルドラ人が捕らえられ全世界に奴隷として売られた。

## 海岸の港
奴隷は敵部族から捕らえられていて、ヨーロッパ人の奴隷商人に渡され、縛られてアメリカ大陸へと運ばれた。そのルートはかつてジャン＝ジャック・デサリーヌをハイチ帝国 (1804年-1806年)の建国に導き、また奴隷をも導き反乱を起こしたことで有名な将軍でハイチ革命の父、トゥーサン・ルーヴェルチュールが通った、という評判があった。

## トゥーサン・ルーヴェルチュールとの接触
トゥーサン・ルーヴェルチュール歴史協会によると、ハイチ人の革命家でサン＝ドマング初の黒人知事であったルーヴェルチュールは、1724年にダホメ王国の侵攻によって殺害されたアルドラ王国の国王の跡継ぎで息子か兄弟だったガウ・ギヌーの直系子孫であった。
歴史協会の情報源から引用することには、「陸軍大臣でアルドラ国王の弟であったガウ・ギヌーは、父の後を継いで自然に王位に就くことよりも、侵略後亡命するアルドラの兵士に同行することを選んだ。奴隷船の甲板の上でハンモックを与えられ、」 船はイスパニョーラ島に向けて航海して、奴隷はハイチで売られた。

## アルドラ国王の一覧
名前と年月日はジョン・スチュワートのアフリカ諸国と支配者 (1989年著)より引用。
1. アホルホ・アジャ (1440年頃)
2. デ・ヌフィオン (1445年頃)
3. ジドミンバ (1450年頃)
4. ダスー (1458年頃)
5. ダッサ (1470年頃)
6. アジャクパ (1475年頃)
7. イェス (1498年頃)
8. アコンデ (1510年頃)
9. アマム (1520年頃)
10. アガニョン (1530年頃)
11. アグバングバ (1540年頃)
12. ヒュエズ (1550年頃)
13. アグバンデ (1560年頃)
14. キンハ (1580年頃)
15. ミンディ (1585年頃)
16. アコル (1587年頃 – 1590年頃)
17. コポン (1590年頃 – 1610年頃)
18. フヌングング (1610年頃 – ?)
19. ラマジ・ポコヌ (1660年頃)
20. テジフォン (1660年頃 – ?)
21. ギャッベ (? – ?)
22. デ・アジャラ (? – 1724年3月)

ダホメ支配下 (1724年3月 – 1742年)：
1. ミジョ (1742年 – ?)
2. 不明 (? – 1845年)
3. デカ (1845年 – ?)
4. ガンホワ (? – ?)
5. ガンギア・シンジ (? – 1879年)
6. ギグラ・ノードン・グベノン・マウ (1879年 – 1894年2月4日)

フランス支配下：
1. ギグラ・グンフ・フグノン (1894年2月4日 – 1898年頃)
2. ジヘント (1898年頃 – 1923年12月15日)

ベナン独立後のアルドラの王：
1. ギグラ2世 (1954年 – 1991年頃)
2. クポデグベ・トギ・ジグラ（英語版） (1992年 – 現在)